# Gundlupet
Gundlupet is een dorp in het district Chamarajanagar van de Indiase staat Karnataka. 

## Demografie
Volgens de Indiase volkstelling van 2001 wonen er 26.368 mensen in Gundlupet, waarvan 51% mannelijk en 49% vrouwelijk is. De plaats heeft een alfabetiseringsgraad van 63%. 